# Tylopus mutilatus
Tylopus mutilatus är en mångfotingart som först beskrevs av Carl Graf Attems 1953.  Tylopus mutilatus ingår i släktet Tylopus och familjen orangeridubbelfotingar. Inga underarter finns listade i Catalogue of Life.